# 系譜学
系譜学（けいふがく、英語：genealogy）とは、氏、字、称号などの系統、家系や血系、広義にはそれらの変遷に付随する諸事項を研究する学問。

## 概要
系譜学は史学の補助学としては歴史的な観点から対象とする氏などの系統を研究する学問をいう。また、一般史学から離れて、ある家系や血系の研究を通して社会の変遷をたどり研究する学問のことをいう。
系譜学は系図学、譜牒学、姓氏学、氏族学と称されている学問と広義には同一のものにあたる。ただ、姓氏学や氏族学は上代社会を研究の重点とするものを指すことが多い。
通俗的には系図（家系図）を調査研究する学問を指す。その具体的な活動は、先祖の住んでいた地域の寺院や役所、その親戚を訪ね、縁戚者名の収集・確認、種々の証拠（洗礼簿や過去帳などの個人記録、公文書、史料、姓、苗字、名、地名、また近年はDNA鑑定による遺伝的証拠も）に基づくそれらの関係の確定、さらに系図の作成を含む。

## 歴史

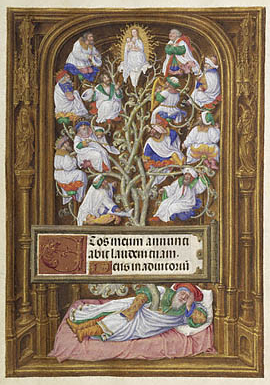
「エッサイの木」（16世紀・スコットランド）

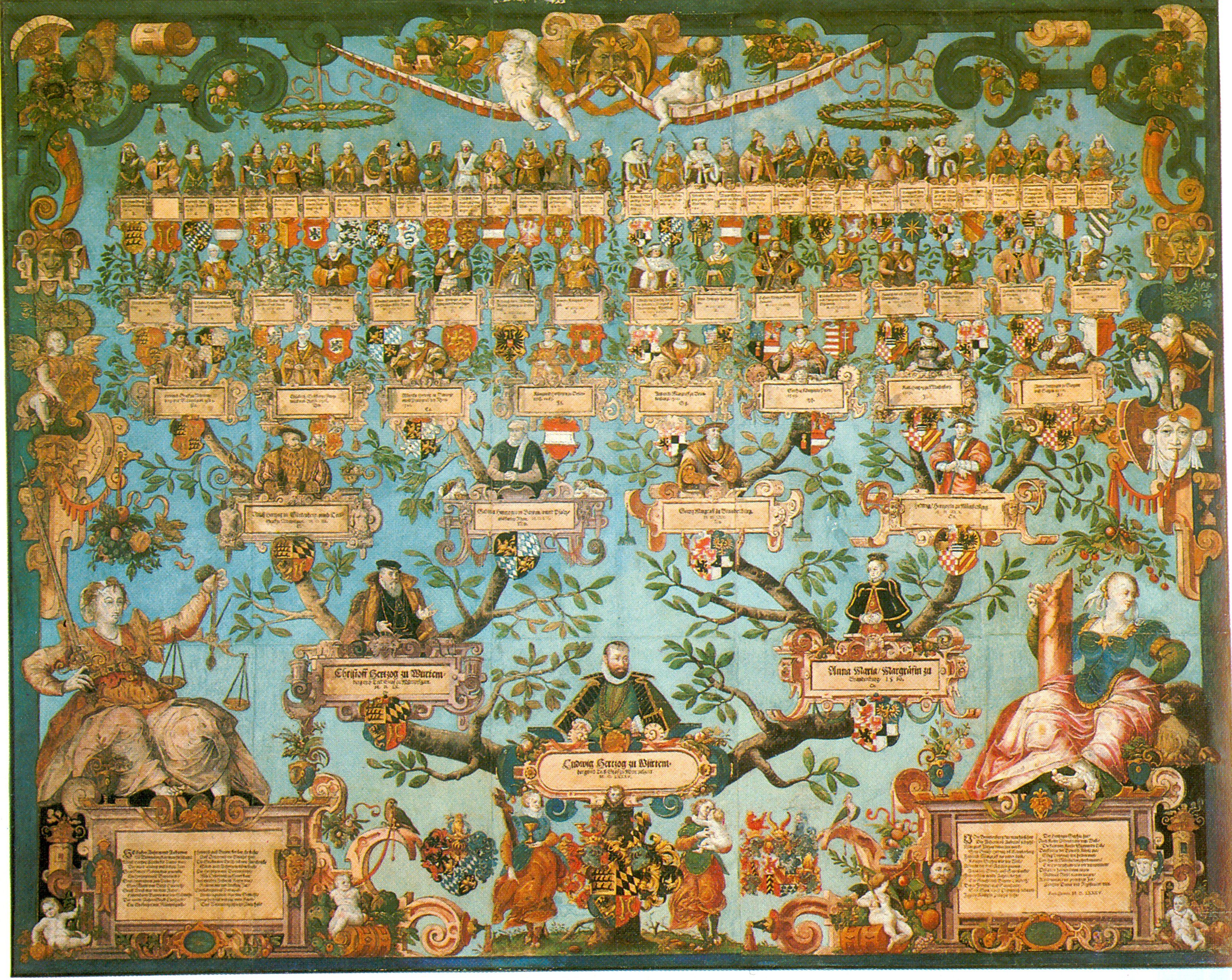
ヴュルテンベルク公ルートヴィヒの系図（16世紀・ドイツ）

系譜学にあたる営みは、洋の東西を問わず古くからある。
キリスト教においては、聖書の福音書冒頭にも書かれているように、キリストの先祖を扱うイエスの系譜学が伝統的にあり、中世以降は「エッサイの木」という装飾的な系図が多数作られた。儒教においては、孔子の族譜が伝統的にあり、先祖だけでなく末裔も含む「孔子世家嫡流系図」が作られた。
ヨーロッパにおいては、王侯貴族の系譜学も伝統的に盛んである。その理由の一つとしては、国家を統治する資格は血統によって継承されるという考え（王権神授説）に関わる問題と考えられたためである。またキリスト教により重婚が否定され、教会により厳しく管理されたためでもある。例えばヨーロッパでは正式に結婚していない男女の間に生まれた子供は、庶子とされ、相続権以外にも様々な権利が認められなかったが、他の地域では重婚によって生まれた子供や養子によって迎えられた個人にも権利が認められた。ヨーロッパの系譜学は、紋章学と隣接する。
王侯貴族が自分を神聖視（君主崇拝）させるために神や文明創始者の子孫を称する例は、古代から洋の東西を問わず数多い。古代ギリシアの王族やローマ貴族は、様々な神の末裔を名乗った。例えばアレクサンドロス大王のアルゲアス王家はヘラクレスの子孫といわれ、カエサルのユリウス氏族はウェヌスの子孫と名乗った。中国では唐王朝の李氏が老子の末裔を自称した。そのような神聖視のための系譜学は、近代化に伴って廃れたが、現代に形だけ残っているものもある。例えば、天照大御神（直接の先祖は、天照の養子である天忍穂耳命）の子孫を称する日本の皇室や、エリザベス2世女王もウェセックス王の子孫（アングロサクソン年代記作者によれば）であり、ゲルマン神話の最高神ウォーデン（オーディン）の子孫ということになる。ただし日本においては祖霊崇拝が顕著であり、人を神として祀る傾向にあるため、天照大御神が即ギリシャ神話のような神（空想上の抽象神）と同じ神とは言えない。
また日本の「源平藤橘」のように、地方の古族（国造、県主など）の流れを汲む有力者が、自らを中央の高貴の家柄に結び付けようとしたことや、イスラム教のカリフのように時代が下ると無関係な者が自称することが起こった。これらの家系の多くは創作と考えられており、より正確な家系図を作る為、ヨーロッパではこれら古い系譜学より実証的な系譜学が19世紀になって発展した。
系譜学は、移民が圧倒的に多いアメリカ合衆国ではやや事情が異なる。1970年代後期、特にアレックス・ヘイリーが自身の家系を物語化した『ルーツ』に触発されて爆発的ブームになった。またモルモン教では「死者に対する洗礼」を行っており、アメリカではこれも系譜学への関心のきっかけとなっている。ユダヤ系や東アジアの祖先崇拝のように宗教との関係が重視されることもある。欧米ではFamily history societyなどの名で活動が盛んであり、アマチュアやボランティアが中心となって活動している。
日本で類似のものとしては太田亮が設立した系譜学会、丹羽基二の日本家系図学会、丸山浩一の家系研究協議会などがある。
近年のインターネットの発展で情報源（たとえば墓に書いてある氏名や昔の国勢調査記録など）も爆発的に増えるとともに、国際的な交流も容易に行えるようになり、ますます盛んになった。

## 他の分野との関係
系譜学は他のいろいろな分野とつながりがある。系譜学は民族学でも重要な方法である。個人の家系を明らかにすることは社会組織の面からも（常に縁戚者とともに生活しているような社会では特に）重要であり、また法律的な要請（遺産や家の相続）もある。系譜学は広範囲の歴史（政治、法制、社会、移住などに関する）とも深いつながりがあり、逆に系譜学的研究から歴史がより明らかになる場合もある。個人レベルでは、知らなかった親戚とのつながりができたり、秘密にされていたことが暴露されたりすることもある。例えば英国ウィンザー家は、ドイツ貴族ハノーファー家に連なり、女子の王位継承を認めたことでヴィクトリア１世を輩出し、後にドイツが敵国になったため名前を改称した歴史を持つ。これはウィンザー家の家系を遡ることで政治・社会・法制・移住を物語っている。系譜の調査は、墓石や公文書などを調べれば誰でも可能となる。しかし個人情報のうち公開されている部分であってもあくまで私生活を暴くことに変わりなくプライベートに根差した問題であり、注意が必要である。
フィクションでは、背景を面白くするため登場人物に複雑な家系を与えることが多く、こうしたものを趣味として研究する人も多い。

## 遺伝的調査
DNAは、祖先から子孫へ比較的変化せずに受け継がれ、家系を忠実に表す指標である。親子など近い血縁関係の有無を調べるのにはすでにDNA鑑定が広く使われているが、さらに古く遡る家系調査にも使われるようになってきた。特に2種類のDNA、Y染色体（父系）とミトコンドリアDNA（母系）が重視される。前者は男性だけが持ち、父親から息子へ受け継がれ、父系の調査に有効である。後者は全ての人間が持っており、母親からのみ受け継がれ、母系の調査に有効である。いずれも他の染色体との組み換えがなく、ごくわずかな突然変異が起こるだけで子孫に伝えられる。DNA鑑定により、2人の人がある時間経過の範囲内（数百年以内）で血縁関係にあるかないかを高い確度で知ることができる。個々の鑑定結果をまとめて比較的最近の共通祖先の子孫かどうかを（直接的に母系または父系から）わかるようにしたデータベースが多数作られている（Sorenson Molecular Genealogy Foundationなど）。
この方法で最近アメリカ社会に話題と波紋を巻き起こした例に、第3代大統領トマス・ジェファーソンの子孫の問題がある。ジェファーソン家の女奴隷サリー・ヘミングスの子供の一部の父親がジェファーソンではないかと彼の生前から取り沙汰されており、彼の弟ランドルフやその他の親族も怪しいといわれてきた。彼らの男系子孫とされる男性たち（ジェファーソンには正式の息子はいなかったので親族の子孫のデータからの推測になるが）を対象としてY染色体を用いた研究が20世紀末に複数行われた。確定的な結論は出ていないが、サリーの長男トマス（子孫はジェファーソンの子と信じている）はジェファーソンと直接関係なく、末子エストンはジェファーソンまたはランドルフの子あるいは孫の可能性があるといわれている。
もっと長い時間経過（千年から数万年程度）では、人類の移住パターンと民族の起源を研究するために遺伝学的な方法が用いられている。このようなプロジェクトは究極のプライバシーともいえる遺伝情報を対象とするものだから、参加は自由意志によって行われている。似た研究として、遺伝データを直接用いるのでなく数学的モデルを用いて現生人類の共通祖先の生存年代を見積もるものがある。

## 情報技術によるデータの共有
研究者間のデータの共有はインターネットを利用して盛んになっている。ほとんどの系譜学ソフトウェアはGEDCOMフォーマットによって個人とその関係についての情報を出力できるようになっており、データベースのほかeメールやインターネットフォーラムで共有でき、GED2HTML、PhpGedView、Phpmyfamilyなどのオンラインツールでウェブサイト用に変換することができる。系譜学用アプリケーションも多数開発され情報の共有に役立っている。

## 哲学用語の「系譜学」
「系譜学」（genealogy）という言葉は、ニーチェやフーコーの思想においては象徴的に用いられる。